# Exército Nacional da Kampuchea Democrática

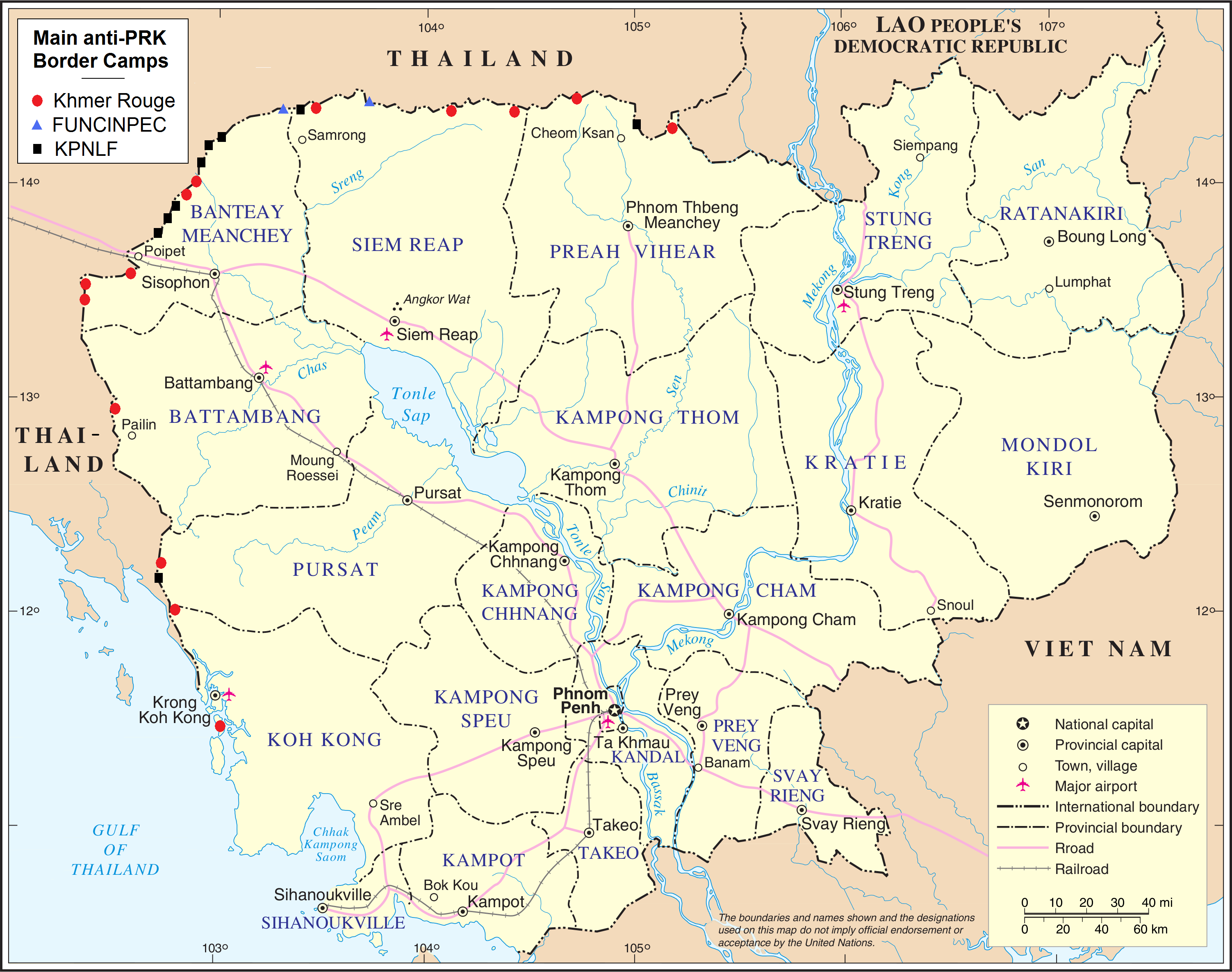
Campos de fronteira hostis ao PRK; 1979–1984. Campos do NADK mostrados em vermelho

Exército Nacional da Kampuchea Democrática (em inglês: National Army of Democratic Kampuchea, NADK) foi uma guerrilha do Camboja, que era o braço armado do Partido do Kampuchea Democrático, operando entre 1979 até o final da década de 1990.
Foi formada em dezembro de 1979, pelos militares do Quemer Vermelho que escaparam da invasão do Camboja pelo Vietnã entre 1978 - 1979 para substituir o Exército Revolucionário do Kampuchea. 
Para manter as tropas e suprimentos entrando na zona de combate, o Exército Nacional do Kampuchea Democrático, segundo fontes vietnamitas, seguiu duas rotas de infiltração. Uma delas fluía para o sul da Tailândia através dos Montes Dângrêk para o Camboja. A segunda seguia para o norte de Trat, um pequeno porto marítimo tailandês que pode ter sido um ponto de descarga de suprimentos chineses para o Quemer Vermelho. Apesar da substancial assistência material chinesa, no entanto, o Exército Nacional do Kampuchea Democrático não conseguiu manter a linha de abastecimento logístico necessária para conduzir uma campanha militar sustentada. 